# Budapest XX. kerülete díszpolgárainak listája
Pesterzsébet, Budapest XX. kerülete díszpolgárainak listája
- 2017[2]
  - Dr. Bálint András háziorvos
  - Horváth Gábor iskolaigazgató
- 2016[3]
  - Csécsi Barnabás Sándor címzetes iskolaigazgató
  - Dr. Király Ottó családorvos
- 2015
  - Dávid Sándor
  - Gulyás László
  - Lengyel Lajos
- 2014
  - Kolossa András
  - Dr. Ottó Tibor
  - Dr. Ottó László
- 2013
  - Csák János
  - Dr. Forgács Vince
- 2012
  - Fásy Ildikó
  - Hartung Sándor
  - Horváth Kornél
- 2011
  - Harót János
  - Répás Péter
  - Dr. Zsóka Sándor
- 2010
  - Vizsolyi János
- 2009
  - Gyulai István
  - Trencsényi László
- 2008
  - Czétényi Vilmos
  - Koszta Károly
- 2007
  - Jakab Gedeon
  - Takaró Károly
- 2006
  - Karakas János
- 2005
  - Peller József
  - Koltai Józsefné
- 2004
  - Dr. Kápolnási József
  - Kökény Sándorné
- 2003
  - Bencze István
  - Gyulai Gusztáv
- 2002
  - Galgóczi Imre
  - Unger Károly
- 2001
  - Gombár Csaba
  - Kárpáti Kamil
- 2000
  - Sátori Imre
- 1999
  - Szirmainé dr. Kövesi Erzsébet
- 1998
  - Dr. Kautzky László
- 1997
  - Losonczi Ottó
  - Somogyváry Géza
- 1996
  - Dobray István
  - Oltványi László